# Płociczno-Osiedle
Płociczno-Osiedle – osada w Polsce położona w województwie podlaskim, w powiecie suwalskim, w gminie Suwałki.
W latach 1975–1998 miejscowość administracyjnie należała do województwa suwalskiego.
W miejscowości znajduje się przystanek kolejowy Płociczno koło Suwałk.

## Obiekty zabytkowe
- zespół leśnej kolei wąskotorowej, 1923-1926, nr rej.:A-857 z 7.11.1991
  - torowisko z mostami i przepustami (prześwit – 600 mm)
  - parowozownia
  - zakłady naprawcze
  - dyspozytornia[5].